# Kirchenruine von Klosterstad
Koordinaten: 58° 26′ 44,75″ N, 14° 57′ 35,93″ O
Die Kirchenruine von Klosterstad ist eine heute nur noch als Ruine (schwed. Ödekyrka) erhaltene Rundkirche aus der zweiten Hälfte des 12. Jahrhunderts. 
Sie wurde bei Ausgrabungen im Jahr 1997 in der Nähe von Klosterstad in der Gemeinde Vadstena in der schwedischen Provinz Östergötlands län entdeckt. Die Rundkirche hatte eine Vorgängerkirche aus Holz, die bei Ausgrabungen in den Jahren 2001 bis 2003 lokalisiert werden konnte. Zuvor waren Kalksteinfragmente von Grabsteinen mit Runeninschriften mit Drachenmotiven gefunden worden, die auf eine Kirche schließen ließen. Die Rundkirche wurde zwischen 1561 und 1567 durch ein Feuer zerstört.
Die Kirche ist in der Größe mit den Rundkirchen in Skörstorp und Voxtorp vergleichbar und hatte einen Innendurchmesser von etwa neun Metern. Im Osten war ein halbrunder Chor an das Rundhaus gefügt und ein Waffenhaus aus Holz wurde später vor dem bisherigen Zugang im Südwesten errichtet.